# Jörg Engelbrecht
Jörg Engelbrecht (* 26. April 1952 in Düsseldorf; † 9. Juni 2012 ebenda) war ein deutscher Historiker.
Jörg Engelbrecht begann nach seinem Abitur 1971 am Humboldt-Gymnasium Düsseldorf ein Studium der Geschichte an der Universität Düsseldorf, beendete es mit dem Staatsexamen für das Lehramt an Gymnasien ab. 1982 wurde er mit einer von Klaus Müller betreuten Dissertation über „Die reformierte Landgemeinde in Ostfriesland im 17. Jahrhundert“ promoviert. Nach der Habilitation 1993 vertrat er Lehrstühle in Greifswald, Rostock, Dresden und Duisburg. Im Wintersemester 2005/2006 erfolgte die Berufung auf die Professur „Landesgeschichte der Rhein-Maas-Region“ an die Universität Duisburg-Essen. Engelbrecht war seit dem 24. April 2009 korrespondierendes Mitglied der Historischen Kommission für Westfalen.

## Schriften (Auswahl)
- Die reformierte Landgemeinde in Ostfriesland im 17. Jahrhundert. Studien zum Wandel sozialer und kirchlicher Strukturen einer ländlichen Gesellschaft. Frankfurt am Main 1982, ISBN 3-8204-7130-8.
- Landesgeschichte Nordrhein-Westfalens. Stuttgart 1994, ISBN 3-8001-2686-9.
- Das Herzogtum Berg im Zeitalter der Französischen Revolution. Modernisierungsprozesse zwischen bayerischem und französischem Modell. Paderborn 1996, ISBN 3-506-73270-6.
- Räume und Grenzen in historischer Perspektive. Die Entwicklung der deutsch-niederländischen Grenze im Wandel der Jahrhunderte. Grefrath 1997, ISBN 3-932793-03-X.